# Chiesa della Madonna del Carmine (Porto Azzurro)
La chiesa della Madonna del Carmine è un edificio sacro che si trova a Porto Azzurro.

## Storia e descrizione
La chiesa era nata per servire gli abitanti della marina che alla sera non potevano accedere alla parrocchiale interna al forte. Nel 1752 essa ottenne un cappellano per concessione del Re e dell'arcivescovo di Napoli che contribuirono ad arricchire l'antica chiesa costruita dai pescatori.
L'iscrizione in latino sulla facciata recita Hæc est domus dei et porta cœli.
All'interno si trova un quadro, del 1777, della Madonna in ginocchio di fronte al crocifisso, di Francesco Basile, dal vicino oratorio del Sacro Cuore di Maria; inoltre un Cristo crocifisso con le braccia snodate.